# Никола Мавродинов
 Тази статия е за българския учен.  За българския книгоиздател вижте Никола Мавродинов (издател).  
Никола Петров Мавродинов е български изкуствовед и археолог, един от най-добрите познавачи на българското средновековно изкуство, архитектура и култура.

## Биография
Роден е на 2 ноември 1904 г. в Тутракан. Баща му Петър Мавродинов е виден български просветен деец и общественик, а чичо му Никола Мавродинов е известен издател за времето си. Никола Мавродинов завършва история на изкуството и археология в Лиеж, Белгия (1928). Асистент в Народния музей в София (1931 – 1934). Уредник в същия музей (1934 – 1944). Директор на Археологическия музей при БАН (1944 – 1949). Професор по история на изкуствата във Висшия инженерно-строителен институт в София (1954 – 1958), по история на българското изкуство във Висшия институт за изобразителни изкуства в София (1955 – 1958). Член-кореспондент на БАН от 1946 г. Действителен член на Българския археологически институт от 1939 г. 
Умира на 28 февруари 1958 г. в София.